# B-K Motorsports
B-K Motorsports is een Amerikaans raceteam dat meedoet in de ALMS in de LMP2 klasse. Het team bestaat sinds 2005. Het is opgericht door John Doonan. Ze haalde in hun eerste jaar het sponsorschap van Mazda binnen, zij gingen ook de motoren verzorgen. Het team doet al vanaf het begin mee in een Lola B07/46. Ze hadden hun gedachten al gelijk bij 2006 tijdens hun eerste seizoen. Geheel onverwachts haalden ze een klasse winst in hun tweede race op Mid-Ohio. In 2006 haalde ze hun beste plek ooit: een tweede plek van het hele veld.